# Worship Music
Worship Music este cel de-al zecelea album al trupei americane de thrash metal Anthrax, si trebuia lansat pe data de 23 octombrie 2009 insa a fost lansat pe 12 septembrie si pe 13 septembrie (S.U.A.) 2011.
Fight 'em 'Til You Can't a fost lansat ca un prim single pe 24 iunie 2011.

## Cântece
- "Worship (Intro)"
- "Earth on Hell"
- "The Devil You Know"
- "Fight 'em 'Til You Can't" - 5:49
- "I'm Alive"
- "Hymn 1"
- "In the End"
- "The Giant"
- "Hymn 2"
- "Judas Priest"
- "Crawl"
- "The Constant"
- "Revolution Screams"